# 한국예술고등학교
한국예술고등학교는 서울특별시 강서구 등촌동에 있는 고등학교 과정의 학력인정 평생교육시설이다.

## 학교 연혁
- 1987년 1월 10일 : 아세아학교 개교
- 1988년 2월 8일 : 문교부 아세아학교 인가
- 1988년 12월 27일 : 교사 이전
- 1989년 2월 28일 : 대통령령 의거 문교부 인문계 고등학교 전과목 학력인정
- 1996년 1월 : 아세아고등학교로 교명 변경
- 1999년 11월 15일 : 서울시 교육감 학력인정 평생교육시설 한국예술고등학교로 승인
- 2019년 5월 29일 : 학교형태의 학력미인정 평생교육시설 한국예술학교 승인

## 전공
- 음악과 (클래식 전공, 실용음악 전공)
- 미술과
- 연극영화과 (연기 전공, 뮤지컬 전공, 영화 전공, 연출 전공)